# Palting
Palting je obec v okrese Braunau v rakouské spolkové zemi Horní Rakousy.

## Geografie
Palting leží v oblasti Innviertel. Přibližně 18 % rozlohy obce tvoří lesy a 75 % zemědělská půda.